# 機械科
機械科（きかいか）は、機械の設計・施工などの基本的な知識と技術を修得させる学科。
工業科の専門科目のうち、「機械工作」、「機械製図」、「機械実習」などを中心に学習し、機械設計、原動機、溶接等の基礎基本を学ぶ。実際には金属加工（旋盤、フライス盤、NC工作機械など）、組み立て、設計（製図、CAD）、アーク溶接、ガス溶接などである。工業科の中でも基幹的な学科であり、最も多く工業高等学校に設置されている。中には複数のクラスを設置している高等学校もある。求人も多く、就職率も高水準で推移している。
労働安全衛生法等の法律に基づき、ガス溶接技能講習修了証の資格等が取得できる。
その他代表的な資格
- 免許等 - 危険物取扱者、二級ボイラー技士など。
- 技能講習修了 - 小型移動式クレーン、玉掛けなど。
- 特別教育修了 - アーク溶接、研削砥石交換、クレーン運転業務、フォークリフトなど。
- 各種技能検定 - 製図、情報技術、CADなど。